# Ṣ
Ṣ، ṣ یکی از حروف الفبای لاتین است، برساخته از یک S به همراه نقطه‌ای در پایین آن. از این حرف در نویسه‌گردانی زبان‌های هندوستان برای نشان‌دادن آوای [ʂ] و همچنین در زبان‌های آفروآسیایی- به ویژه زبان‌های سامی برای نشان دادن آوای [sˀ] (ص عربی) استفاده می‌شود.